# Даскевиш, Стив
Сти́в Даске́виш (англ. Steve Daskewisz; 14 марта 1944, Нью-Йорк, Нью-Йорк, США — 18 декабря 2018, Флорида, США), более известный под своим профессиональным псевдонимом Сти́в Дэ́ш (англ. Steve Dash) — американский актёр и каскадёр, получивший известность благодаря роли маньяка Джейсона Вурхиза в слэшере «Пятница, 13-е — Часть 2» (1981).
Среди других его актёрских работ: «Одни во тьме» (1982), «Джули и Джулия: Готовим счастье по рецепту» (2009) и «Мисс сорок пятый калибр» (1981).
Даскевиш скончался 18 декабря 2018 года во Флориде от осложнений сахарного диабета.

## Биография
Даскевиш родился 14 марта 1944 года в городе Нью-Йорк в штате Нью-Йорк, США. До начала кинокарьеры Даскевиш работал полицейским, но в 1977 году он уволился и стал профессиональным дублёром и актёром.
В 1981 году Даскевиш исполнил роль маньяка Джейсона Вурхиза в слэшере «Пятница, 13-е — Часть 2». Изначально роль Джейсона должен был исполнять актёр Уоррингтон Джиллет, но в итоге почти во всех сценах фильма роль исполнил именно Даскевиш, в то время как Джиллет исполнил роль Вурхиза лишь в финальной сцене фильма, когда с Джейсона слетел головной мешок.
В 1982 году Даскевиш исполнил второстепенную роль доктора Баркина в слэшере «Одни во тьме» режиссёра Джека Шолдера.
В 2009 году Даскевиш исполнил роль самого себя в документальном фильме «Его звали Джейсон: 30 лет „Пятнице, 13-е“», который посвящён истории франшизы «Пятница, 13-е».
В 2013 году Даскевиш исполнил роль самого себя во втором документальном фильме под названием «Воспоминания Хрустального озера: Полная история пятницы 13-го», который более глубоко погружается в историю франшизы и работу актёров над своими ролями.
4 декабря 2018 года Даскевиш рассказал, что из-за осложнений сахарного диабета ему ампутируют левую ногу. Ампутация прошла на следующий день, 5 декабря. Тем не менее, 18 декабря 2018 года Даскевиш скончался в возрасте 74 лет в штате Флорида от осложнений, вызванных диабетом.

## Фильмография
| Год       |     | Русское название                           | Оригинальное название            | Роль                        |
| --------- | --- | ------------------------------------------ | -------------------------------- | --------------------------- |
| 1980      | ф   | Певец джаза                                | The Jazz Singer                  | полицейский                 |
| 1981      | ф   | Ночные ястребы                             | Nighthawks                       | агент                       |
| 1981      | ф   | Мисс сорок пятый калибр                    | Ms. 45                           | полицейский                 |
| 1981      | ф   | Пятница, 13-е — Часть 2                    | Friday the 13th Part 2           | Джейсон Вурхиз              |
| 1981      | тф  | Ривкин: Охотник за головами                | Rivkin: Bounty Hunter            | сержант полиции             |
| 1981      | ф   | Контроль за арендой                        | Rent Control                     | полицейский                 |
| 1982      | ф   | Одни во тьме                               | Alone in the Dark                | доктор Баркин               |
| 1982      | ф   | Один есть, два осталось                    | One Down, Two to Go              | бандит в шоу                |
| 1988      | с   | Таттинджеры                                | Tattingers                       | полицейский                 |
| 1989—1990 | с   | Супермальчик                               | Superboy                         | мужчина в костюме/грабитель |
| 2005      | ф   | Тринадцать                                 | 13 Tzameti                       | Джоуи Джи                   |
| 2009      | ф   | Джули и Джулия: Готовим счастье по рецепту | Julie & Julia                    | гость отеля                 |
| 2009      | кор | Поверь мне                                 | Trust Me                         | Фрэнк Дилео                 |
| 2010      | ф   | Мистер Тишина                              | Mr. Hush                         | Мак                         |
| 2011      | в   | Проявление прошлого                        | Emerging Past                    | Дет. Вурхис                 |
| 2011      | ф   | Гемо                                       | Hemo                             | сосед                       |
| 2011      | тф  | Сценическое искусство                      | Stagemore                        | Дэш Эдвардс                 |
| 2012      | кор | Разрыв стрелка                             | Gunner's Rift                    | капитан Кронин              |
| 2012      | ф   | Мои друзья                                 | My Friends                       | Чак                         |
| 2017      | ф   | Проявление прошлого: Режиссёрская версия   | The Emerging Past Director’s Cut | Дет. Вурхис                 |
| 2017      | кор | Не ходи в лес                              | Don't Go Into the Woods          | старик                      |
| 2019      | ф   | Месть                                      | Vengeance                        | шериф Джейсон Реалотти      |